# Red King (DC Comics)
Red King è un super criminale immaginario pubblicato dalla DC Comics. Comparve per la prima volta in JLA Secret Files 2004 n. 1 (novembre 2004) e fu creato da Dan Slott e Dan Jurgens.

## Storia di pubblicazione
La prima comparsa reale di Red King avvenne in JLA Secret Files 2004 n. 1 (novembre 2004), creato per legare una storia a quella principale del fumetto. Ma nella storia il 4º Parallelo in cui fu presentato fu scartato per tre anni fino a JLA Classified dal n. 32 al n. 36 che fu pubblicato bisettimanalmente in gennaio, febbraio e marzo 2007.

## Biografia del personaggio
Darrin Profitt fu uno dei sei miliardi di innocenti spettatori che rimasero in stato di sogno lucido durante una battaglia tra la Justice League e il Dottor Destiny. Dopo aver sconfitto il loro avversario sul piano onirico, la gemma Materioptikon sul suo petto lo risucchiò all'interno e questa cadde ai piedi dell'alter ego onirico di Profitt. Il corpo fisico di Dottor Destiny fu reso catatonico, la Justice League si svegliò e Martian Manhunter diede il corpo di Destiny in custodia al Manicomio di Arkham. Darrin Profitt scoprì che la gemma ora era in suo possesso, e ne fu risucchiato all'interno accidentalmente, dove incontrò la coscienza intrappolata di Dottor Destiny.
Secondo Dottor Destiny, il Masterioptikon possedeva l'abilità di riformare la realtà, ma che era anche difettoso, in quanto ognuno che fosse entrato nella gemma generava automaticamente copie fisiche multiple di multipli possibili universi, dividendo questa persona tra questi universi. Sempre secondo il Dottor Destiny, tempo e spazio non avrebbero mai dovuto subire un cambiamento simile, usando la gemma in questo modo si metteva a rischio lo spaziotempo. Destiny creò quindi dei dispositivi che reintegravano i multipli universi da lui creati e quelli di chiunque fosse entrato nella gemma. Al fine di ritornare alla realtà senza danneggiarla, e generare così altri pericolosi universi alternativi, Destiny affermò che avrebbe dovuto riparare sei miliardi di difetti nella gemma. Ogni volta che ne riparava una, distruggeva uno dei molti universi possibili e in ognuno di loro il suo corpo rimaneva catatonico e sognante nel Manicomio di Arkham. Profitt sovrappotenziò Destiny e lo intrappolò in una faccia della gemma, quindi creò alcuni duplicati di sé con i dispositivi di Destiny e li inviò a scommettere alle corse e quindi investì le vincite in azioni, sia i vincitori che i perdenti ritornarono nella gemma e riportarono i propri risultati, e quindi utilizzò i risultati positivi nella sua realtà. Secondo il Dottor Destiny aveva messo in pericolo tutta la realtà, tutto lo Spazio e il Tempo così che potesse vincere una scommessa alle corse.
Darrin utilizzò gli universi paralleli per creare uscite favorevoli inviando i duplicati in questi universi per testare un'uscita, un utile specifico; se avessero fallito, avrebbe cancellato quell'universo, ma se avessero avuto successo, avrebbe utilizzato le loro soluzioni. Darrin utilizzò i miliardi che fece dalla manipolazione del mercato azionario tramite gli universi paralleli per diventare un playboy e filantropo miliardario.

### Diventando il Re
A causa della noia e in risposta alla sfida posta da Dottor Destiny, utilizzò gli universi paralleli per acquisire tecnologia che gli permettesse di difendersi dalla Justice League e di conquistare il mondo. Sotto la maschera dell'altruismo i suoi duplicati costrinsero gli scienziati degli altri mondi a sviluppare dei protocolli per mandare in tilt i teletrasportatori della JLA in caso che la Torre di Guardia venisse compromessa, di creare scudi telepatici, satelliti per il tracciamento dei metaumani, armi all'avanguardia e armature per abbattere le cellule dell'H.I.V.E., strategie per sconfiggere invasori alieni, Lanterne Verdi rinnegate, Bizzarro impazziti, e velocisti criminali, contromisure per la magia Themysciriana in caso di attacco da parte delle Amazzoni, piani per costruire e disinnescare armi da giorno del giudizio, e modi per isolare, riprodurre e impiantare il metagene negli umani comuni. I Red Kings delle realtà parallele condivisero le proprie conoscenze e alla fine i Darrin Profitts di tre realtà finali del Materioptikon indossarono le loro armature liquide da Red King e si prepararono a conquistare le proprie realtà. Secondo Profitt una probabilità di successo su tre era una buona possibilità. Profitt mantenne segretamente una quarta realtà all'oscuro di Destiny nell'eventualità che tutti e tre i suoi duplicati avessero fallito, il Profitt di questa realtà indossò un costume diverso e si fece chiamare Fallback. Questo Profitt ebbe un mondo in cui non cambiò niente della sua vita, e visse nello stesso stato in cui si trovava prima della battaglia di Dottor Destiny contro la JLA, agendo da "tasto di reset" che avrebbe permesso a Profitt di ritornare all'inizio se qualcosa fosse andato nel verso sbagliato. Questo fu ucciso da un altro Red King, che non aveva interesse a ritornare ancora ad essere un perdente.

### Terza realtà parallela
Nella terza realtà parallela, Red King utilizzò una delle sue innumerevoli abilità metaumane per deviare uno sciame di meteore verso la Terra. Il bombardamento cinetico inatteso spazzò via Coast City e Central City dalle mappe uccidendo l'intera popolazione delle due città insieme a Batman e Plastic Man. Questo Red King iniettò un "virus Bizzarro" dentro Superman che lo tramutò rapidamente privandolo dell'intelletto. Quindi intrappolò l'intera League nel teletrasporto del Satellite e lanciò la squadra intorno al pianeta. Colpì Wally West con un raggio che lo privò della sua aura protettiva, così che l'atto di correre lo consumava più in fretta di quanto potesse aiutarlo il suo fattore di guarigione. Decapitò Wonder Woman, schiacciò il torace di Flash, e disintegrò John Stewart. Quindi sconfisse un assembramento di eroi inclusa la Justice Society of America, Booster Gold e Dottor Fate, ai quali si riferì chiamandoli "un sacco di scrittori di seconda mano, scaldapanchine e dilettanti". Si diresse a Metropolis e sfidò Superman, che ora non era più in grado di pensare chiaramente a causa del virus Bizzarro. Fu quindi distratto da Batman, Flash, Lanterna Verde e Wonder Woman in un attacco coordinato da Martian Manhunter che falsificò le loro morti, e aiutati da Superman. Impaziente e arrabbiato, Red King rilasciò una potente onda esplosiva che vaporizzò i Leaguers meno Batman, che sembrò invece essere Martian Manhunter mascheratosi dall'eroe deceduto. Alla fine, Red King incenerì Martian Manhunter e si sedette sulle macerie di Metropolis fino al tramonto. Secondo il suo assistente, l'onda rilasciata distrusse ogni città sul pianeta e nessuno si sarebbe più fidato di lui. Quindi Red King abbandonò questa realtà per poi cancellarla da Materioptikon.

### Seconda Realtà Parallela
Nella seconda realtà parallela, il Red King di questo universo proiettò un ologramma sopra la città di Metropolis domandando la resa incondizionata dei governi della Terra o altrimenti avrebbe innescato un dispositivo per la distruzione finale del pianeta. Durante la metà del suo discorso il dispositivo si attivò prematuramente apparentemente uccidendolo, e facendo scomparire l'ologramma. Superman e la League scoprirono che avevano novantotto ore per evacuare la Terra. Superman, Lanterna Verde, Martian Manhunter e Wonder Woman utilizzarono i loro poteri e l'avanzata tecnologia kryptoniana per terraformare Marte. Martian Manhunter collegò la mente di Wonder Woman con quelle di ogni singolo abitante del pianeta, così che l'eroina potesse metterli al corrente dell'evacuazione imminente. Superman mise ogni singolo criminale sulla Terra nella Zona Fantasma, FLash e Plastic Man raccolsero campioni di ogni pianta sulla Terra. Aquaman e John Stewart mossero la maggior parte degli oceani e della vita marina sul nuovo pianeta terraformato. Wonder Woman parlò ad ogni animale perché coesistessero pacificamente su una "arca interstellare" finché non sarebbero giunti su Marte. Superman e Ray Palmer usarono la materia della Stella Nana Bianca per rimpicciolire le cinquantotto città più importanti del pianeta e li misero in bottiglie, come Kandor, incluse Metropolis, Central City o Keystone City. Una flotta aliena fu convocata dal Corpo delle Lanterne Verdi per aiutare ad evacuare il pianeta ma non tutti riuscirono a farcela: a quanto pare, Batman morì a causa dell'esplosione del pianeta mentre si confrontava con Red King nel centro della Terra; appena prima di morire, Profitt si scusò per il suo errore. Su Marte, Batman tornò in vita insieme a Profitt come suo compagno. Quindi informò la League di cosa era necessario fare al fine di fermare gli altri Red Kings e farlo prima che qualcuno di loro cancellasse la propria realtà.

### Prima Realtà Parallela
Il primo tentativo di conquista di questo Red King cominciò nel migliore dei modi, il piano previde la richiesta e il permesso di governare il mondo, piuttosto che l'appropriazione forzata. Questo Red King aiutò la JLA a sconfiggere una versione più potente della Gang della Scala Reale in due diverse occasioni, e dopo la seconda battaglia fu invitato da Superman a diventare membro della squadra. Questo Red King cominciò ad avere una relazione romantica con Wonder Woman che rimase perplessa quando scoprì che lui era Profitt (che in questa realtà aveva sconfitto la fame nel mondo e l'aveva già frequentata altre volte). Quando Superman espresse qualche dubbio sul fatto che Red King possedeva troppo potere per una sola persona, Lanterna Verde affermò che Red King "probabilmente non si sarebbe mai disturbato a lavorare con la League" se non fosse stato per Wonder Woman. Martian Manhunter affermò che non era in grado di leggere la mente di Profitt, ma Red King sembrava genuinamente prendersi cura di Wonder Woman e lei si fidava di lui, e di conseguenza decisero di fidarsi anche loro. La League di questa realtà presto venne a conoscenza della verità dietro Red King quando Batman scoprì che il comatoso Dottor Destiny aveva ripetuto il suo nome tante e tante volte; quando il criminale si svegliò raccontò a Batman tutta la verità sulle realtà parallele, e infine la League affrontò Red King. Quest'ultimo si difese ma fece ogni sforzo per risolvere la situazione senza violenza (chiedendo agli eroi di arrendersi), ma non appena il Red King della terza realtà parallela arrivò e chiese alla sua controparte di fondersi con lui, questi rifiutò, dicendo che aveva cambiato idea. Sfortunatamente, il Red King della terza realtà lo costrinse a fondersi con lui.

### Caduta
Anche se rimase ala larga dal centro della realtà, la Justice League della seconda realtà capì della sua esistenza, la verità sul loro essere niente ma una faccia del Materioptikon, e il fatto che la seconda realtà parallela fu distrutta per proteggere la realtà centrale. Tuttavia, per contrastare tutto ciò, la Justice League della seconda realtà ritrovò il proprio Materioptikon per sconfiggere Red King; usando il potere della pietra, inviarono il loro Plastic Man nelle altre realtà per comunicare con le loro controparti perché si unissero per sconfiggere il Red King di quella realtà. Plastic Man finì nella prima realtà parallela dopo aver rilasciato Dottor Destiny nel mondo centrale del Materioptikon, dove si presentò come la bomba che distrusse la Terra nella seconda realtà. Il Red King della terza realtà parallela fu messo all'angolo sulla base lunare della JLA, dove fu ingannato nel credere che la bomba avrebbe ucciso anche lui se non avesse distrutto la Justice League in meno di un minuto, con tempo sufficiente per sfuggire all'esplosione. Con la manipolazione delle sue emozioni da parte di Martian Manhunter, non ebbe scampo, e fu bloccato dalla League della prima realtà parallela in un vortice al centro della realtà generato dal Materioptikon della prima realtà parallela. La Wonder Woman di quella realtà distrusse la pietra, distruggendo il collegamento tra la realtà parallela finale e il Materioptikon e sigillando Profitt dentro il Materioptikon al centro della realtà, dove il sé onirico di Destiny, libero di vagare a suo piacimento, si preparò a torturare Red King ora con i suoi poteri onnipotenti, avendo sigillato a sua volta tutte le facce e aver completato il vero Materioptikon.

## Poteri e abilità
- Secondo JLA Classified n. 35 Red King possedeva più 63 diverse abilità metaumane incluse elettrocinesi e criocinesi.
- Usando il Materioptikon di Dottor Destiny, Darrin fu in grado di creare Terre parallele esatte di Realtà Parallele, universi paralleli generati dal Materioptikon ma basati sulla realtà principale. Profitt usò le realtà parallele come elaborati modelli matematici, banchi di prova per determinare entrate favorevoli per i suoi piani. Dato che i poteri del Materioptikon arrivavano dall'assorbimento dell'energia onirica di sei miliardi di persone, ogni uso di questo potere diminuiva il numero di realtà parallele disponibili che potessero essere create e mantenute; Profitt ne era ignaro finché non distrusse tutte le realtà tranne quattro.
- Come Red King, indossava una tuta composta di un'armatura che incorporava soluzioni tecnologiche radunate da dozzine di disegni dalle realtà parallele creati per sconfiggere ogni singolo individuo della Justice League; come notato da Superman, aveva la forza necessaria per sconfiggere tutti loro a lungo termine.
- Come Fallback, magari non aveva alcun potere, ma fu comunque incapace di utilizzarli in quanto un altro Red King lo uccise prima che potesse usarli.